# Florencio Sosa Acevedo
Florencio Sosa Acevedo (Puerto de Cruz, 1901-Sevilla, 5 de noviembre de 1975) fue un político y sindicalista canario. Durante su vida fue alcalde de Puerto de la Cruz de Tenerife, diputado y maestro.

## Biografía
Era hijo de agricultores humildes. Estudió en el Seminario Conciliar tinerfeño, pero dejó la carrera eclesiástica para hacer magisterio. Trabajó como corresponsal literario de La Gaceta de Tenerife. Fue presidente de la Sociedad de Instrucción y Recreo Valle de Taoro de Las Dehesas de 1927 a 1929. Ingresó en el PSOE y se presentó a las elecciones municipales españolas de 1931, en las que fue elegido alcalde de Puerto de Cruz, cargo que ocupó hasta 1933 en que fue sustituido por Isidoro Luz Carpenter. Fue uno de los que proclamó la Segunda República desde el balcón del ayuntamiento. También se dedicó a organizar sindicalmente a los cultivadores de plátanos del valle de La Orotava y apoyó sus reivindicaciones. Con motivo de la revolución de 1934 fue desterrado durante un año a la isla de El Hierro.
Poco después abandonó el PSOE e ingresó en el PCE, partido con el que fue elegido diputado por Santa Cruz de Tenerife dentro de las listas del Frente Popular a las elecciones generales españolas de 1936. El golpe de Estado del 18 de julio de 1936 lo sorprendió en Madrid, donde formó parte de la Comisión Gestora del Museo del Prado y organizó exposiciones en París. También formó parte del Frente Antifascista de Canarias, con los otros diputados canarios y con Juan Negrín como presidente honorario, que apoyaba a los canarios que huían hacia la zona republicana.
El 18 de marzo de 1939 se creó la dirección clandestina del PCE, en la que fue representante por Canarias y responsable de relaciones con las autoridades republicanas. También formó parte del Comité de Evacuación que negoció con el general italiano Gastone Gambara la salida de refugiados del puerto de Alicante. Hecho prisionero, fue encarcelado en el castillo de Santa Bárbara, donde fue torturado y golpeado. Fue condenado a muerte, pero lo liberaron después de pasar cuatro años en la prisión. Después se estableció en Alicante, donde creó una empresa de comercialización de frutas de Canarias. Murió en un accidente de coche en Sevilla en 1975.

## Biografía[6]
Nace Florencio Sosa Acevedo en el Puerto de la Cruz en el año 1901, hijo de Florencio Sosa y María Acevedo Rodríguez, sus padres eran jornaleros agricultores, Florencio estudio en el Seminario Conciliar de Tenerife, abandonando el sacerdocio para estudiar magisterio, fue nombrado corresponsal literario de la Gaceta de Tenerife en el Puerto de la Cruz. Ocupó el cargo de presidente de la Sociedad de Instrucción y Recreo Valle de Taoro de Las Dehesas fundada en 1922 durante los años 1927-1929.
Fue una de las cabezas visibles del movimiento obrero tinerfeño, un destacado exponente de la llamada generación de 1930 y uno de los animadores del semanario llamado DECIMOS dirigido por Lucio Illada Quintero, en la que colaboraron muchos de los que serian principales lideres del movimiento obrero durante el periodo republicano.
Abrió una Escuela y una biblioteca en su barrio de Las Dehesas, en esta revista DECIMOS, muchos de sus artículos los dedico al estado deplorable de la enseñanza en la zona. Entre 1930-31 se produjo la reorganización de la Federación de Trabajadores del Valle de La Orotava y la Agrupación Socialista, cuyo comité directivo estuvo presidido por Domingo Pérez Trujillo que resultó elegido diputado en las elecciones a cortes constituyentes de 1931. Tras la proclamación de la segunda República Florencio Sosa se izo cargo de la alcaldía desde 20 de abril de 1931 hasta el 15 de febrero de 1932, y su gestión estuvo orientada a la mejora de las condiciones de vida de los trabajadores.
En 1932-33, se produjo la ruptura del denominado consenso republicano, y se inició el recrudecimiento de la lucha de clases en las islas, es a partir de estos momentos comienza el acercamiento de Florencio a la línea defendida por el partido comunista, la clase obrera del valle en especial los jornaleros agrarios y los de empaquetado de plátanos radicalizan sus posturas ante la ofensiva desatada por los patronos especialmente desde la victoria electoral de las derechas desde noviembre de 1933 alejada progresivamente del socialismo reformista para acercarse a las posturas defendidas por los comunistas. Durante los días 24 al 26 de septiembre de 1934 Tanto en La Orotava como en el Puerto de la Cruz se origina una huelga general de trabajadores, Florencio Sosa, dirige la huelga apoyado por la Confederación Regional de Trabajo, se agrava la situación tabaquera y la industria en general, a la que hay que unir la crisis agraria, particularmente la platanera por la perdida de la exportación frutera y el problema angustioso del paro que coloca al pueblo canario en estado de miseria. El mantenimiento de la huelga y la dureza de las medidas represivas llegando un contingente de Guardias de Asalto en el Valle motivaron entre otros factores que el conflicto se extendiera a toda la isla. Un acontecimiento motivó el final de este conflicto y la derrota de los huelguistas, la huelga general revolucionaria de Asturias ya que el 6 de octubre se declaró el Estado de Guerra en toda España y el día 11 los obreros empezaron a reincorporarse al trabajo. Como consecuencia de la derrota de los huelguistas fueron suspendidos los concejales socialistas de varios municipios y el Ayuntamiento del Puerto de la Cruz al completo el 24 de octubre, fueron sustituidos por una corporación designada por la autoridad gubernativa, encabezada por Isidoro Luz Carpenter, e integrada por miembros del Partido Republicano Tinerfeño y de Acción Popular Agraria Partido integrado en la Confederación española de derechas Autónomas.
.En febrero de 1935 los principales líderes sindicales fueron deportados a otras islas, y Florencio Sosa Acevedo tuvo que marchar confinado a Valverde El Hierro, en estos años era uno de los rincones socialmente más crueles del Archipiélago y así lo refleja el autor en un conmovedor relato donde no sólo narra, desde un punto de vista descriptivo, las penurias de sus habitantes, sino que con gran sinceridad profundiza y denuncia todas aquellas cuestiones con las que ideológicamente se encuentra enfrentado.
Una vez en libertad se integra junto a Lucio Illada Quintero en las filas del Partido Comunista de España, en las elecciones al Parlamento Nacional del 16 de febrero de 1936 resulta elegido por el periodo 1936-1939 con 33950 votos, con la credencial 440 con fecha de alta 11 de marzo de 1936, como tantos canarios se encontraron en la zona leal a la República en el momento del golpe militar del 18 de julio de 1936, como representante del pueblo se puso a disposición de la legalidad republicana y participó en las tareas de encuadramiento tanto en el plano militar como en el político de los isleños que se encontraban en el territorio controlado por la República, se constituyó el Batallón Canarias formado a instancia de los canarios residentes en Madrid.

## Obras
- Destierro en Hierro (1935)